# Communications Materials
Communications Materials è una rivista scientifica ad accesso aperto e sottoposta a revisione paritaria, che si occupa di scienza dei materiali. Fondata nel 2020, è pubblicata dalla casa editrice Nature Portfolio.
Il caporedattore è John Plummer.
La rivista è stata creata come una delle numerose riviste specializzate affiliate a Nature Communications.

## Indicizzazione
Gli abstract e gli articoli sono indicizzati da Science Citation Index Expanded e da Scopus.
Secondo il Journal Citation Reports, nel 2023 la rivista ha ricevuto un fattore di impatto pari a 7.5.